# Когнитивная свобода
Когнити́вная свобо́да или «пра́во на психи́ческое самоопределе́ние» — свобода индивида контролировать свои психические процессы, познание и сознание. Данное понятие расширяет такие понятия, как свобода мысли и совести и свобода действия по отношению к своему телу. Когнитивная свобода не является признанным правом в международных договорах по правам человека, однако она получила ограниченный уровень признания в США.
Неправительственная организация Центр когнитивной свободы и этики определяет понятие когнитивной свободы как «право каждого мыслить независимо и автономно, использовать все способности своего ума и испытывать любые формы мыслительного процесса» (англ. «the right of each individual to think independently and autonomously, to use the full spectrum of his or her mind, and to engage in multiple modes of thought»).
Обладание когнитивной свободой означает быть не ограниченным в способах достижения изменённых состояний сознания, является ли таким способом практика медитации, йоги, холотропного дыхания, использование психоактивных веществ (например, психоделиков, психостимуляторов и веществ других групп), нейротехнологий и т. п.
Поскольку психоактивные вещества являются мощным методом изменения когнитивного функционирования, многие сторонники когнитивной свободы также выступают сторонниками реформы закона о наркотиках, сторонниками легализации наркотиков, утверждая, что «война с наркотиками» на самом деле является «войной с психическими состояниями» и «войной с самим сознанием».
Центр когнитивной свободы и этики, а также другие группы, занимающиеся пропагандой когнитивной свободы, вроде Cognitive Liberty UK (с англ. «Когнитивная Свобода Великобритании»), выступают за пересмотр и реформирование закона о запрете наркотиков. Один из принципов Центра когнитивной свободы и этики: «правительства не должны преступно запрещать усиление когнитивных функций или опыт любого психического состояния» (англ. «governments should not criminally prohibit cognitive enhancement or the experience of any mental state»).
Теренс Маккенна писа́л:

«Мы имеем только половину карт до тех пор, пока мы терпим кардиналов правительства и науки, указывающих нам, куда человеческое любопытство может законно направлять своё внимание и куда нет. По сути, это совершенно нелепая ситуация. По сути, это вопрос гражданского права, поскольку то, что мы обсуждаем, есть подавление религиозного чувства, и даже не просто одного из них, а самого основного».
Оригинальный текст (англ.)«We're playing with half a deck as long as we tolerate that the cardinals of government and science should dictate where human curiousity can legitimately send its attention and where it can not. It's an essentially preposterous situation. It is essentially a civil rights issue, because what we're talking about here is the repression of a religious sensibility. In fact, not a religious sensibility, the religious sensibility.»
— Теренс Маккенна, «Non-ordinary States of Reality Through Vision Plants»
Тимоти Лири просуммировал данную концепцию с помощью постулирования «двух новых заповедей молекулярного века»:

- I. Ты не должен изменять сознание ближнего.
- II. Ты не должен мешать ближнему изменять его собственное сознание.

Оригинальный текст (англ.)
- I. Thou shalt not alter the consciousness of thy fellow man.
- II. Thou shalt not prevent thy fellow man from altering his own consciousness.

— Тимоти Лири, «The Politics of Ecstasy»

## Когнитивная свобода и права человека
Когнитивная свобода в настоящее время не признаётся в качестве права человека каким-либо международным договором по правам человека. Хотя свобода мысли признаётся в статье 18 Всеобщей декларации прав человека, она отличается от когнитивной свободы в том смысле, что первая касается защиты свободы человека мыслить независимо от того, что он хочет, тогда как когнитивная свобода связана с защитой свободы человека мыслить так, как он хочет. Когнитивная свобода стремится защищать право человека определять собственное состояние ума и быть свободным от внешнего контроля над своим состоянием ума, а не просто защищать содержание мыслей. Было высказано предположение о том, что отсутствие защиты когнитивной свободы в предыдущих документах по правам человека объясняется относительным отсутствием технологий, способных непосредственно вмешиваться в умственную автономию в то время, когда были созданы основные договоры по правам человека. Поскольку человеческий разум считался неуязвимым для прямого манипулирования, контроля или изменения, защищать людей от нежелательного психического вмешательства считалось ненужным. Вместе с тем, благодаря современным достижениям в области нейронаук, утверждается, что такая явная защита становится всё более необходимой.
Когнитивная свобода может рассматриваться как расширение или «обновление» права на свободу мысли. Теперь следует понимать, что свобода мысли должна включать право определять собственное психическое состояние, а также содержание своих мыслей. Однако некоторые исследователи утверждают, что когнитивная свобода уже является неотъемлемой частью международных рамок прав человека как принцип, лежащий в основе прав на свободу мысли и религии. Свобода мыслить любым способом, который вы выбираете, является «необходимым предварительным условием для гарантированных свобод». Даниэль Уотерман и Кейси Уильям Хардисон утверждают, что когнитивная свобода является основополагающей для свободы мысли. Было также высказано мнение о том, что когнитивная свобода может рассматриваться как неотъемлемое достоинство людей, как это признано в статье 1 Всеобщей декларации прав человека.
Однако большинство сторонников когнитивной свободы согласны с тем, что когнитивная свобода должна быть признана как право человека, чтобы должным образом обеспечить защиту индивидуальной когнитивной автономии.